# Якість медичної допомоги
Якість медичної допомоги — сукупність властивостей і характеристик послуги (чи продукту), які забезпечують здатність задовольняти потреби споживача. 
Це сукупний ступінь відповідності своєчасно наданої меддопомоги та отримання результату, що узгоджується з сучасним станом науки й практики охорони здоров'я. Медична допомога складається з сукупності окремих медпроцедур, виконання яких необхідне за певних захворювань та патологічних станів.

## Особливості
Забезпечення належної якості допомоги та постійне її вдосконалення є головним завданням діяльності систем охорони здоров'я в усіх розвинених країнах світу. Специфіка медичної допомоги в тому, що в абсолютній більшості випадків пацієнт не може самостійно оцінювати її якість, через те, що медицина — складна галузь людських знань, що потребує спеціальної освіти. Головний інструмент управління якістю, зокрема медичної допомоги — стандартизація.
З позиції управління якістю меддопомоги стандарти мають визначати мінімально допустимий рівень якості через визначення обов'язкових вимог, які утворюють основу програми державних гарантій медичної допомоги та напрямки подальшого підвищення її якості через формулювання додаткових вимог.

## У законодавстві
Наказ МОЗ «Про порядок контролю якості медичної допомоги» термін визначає так «надання медичної допомоги та проведення інших заходів щодо організації надання закладами охорони здоров'я медичної допомоги відповідно до стандартів у сфері охорони здоров'я».